# عماد حمدی
عماد حمدی (عربی: عماد حمدي؛ ۲۵ نوامبر ۱۹۰۹ – ۲۸ ژانویهٔ ۱۹۸۴) هنرپیشه اهل مصر بود.
از فیلم‌ها یا برنامه‌های تلویزیونی که وی در آن نقش داشته‌است می‌توان به گفتگو روی رود نیل اشاره کرد.